# Parlamentswahl in Ägypten 1923/1924
Die Parlamentswahlen in Ägypten 1923/1924 waren die ersten Parlamentswahlen im unabhängigen Königreich Ägypten, das 1922 seine Unabhängigkeit vom Vereinigten Königreich erlangt hatte.

## Hintergrund
Die britische Regierung erkannte die Unabhängigkeit Ägyptens mit der Deklaration der Unabhängigkeit Ägyptens einseitig am 28. Februar 1922 an. Zwei Wochen später wurde das Königreich Ägypten gegründet. Am 21. April 1923 wurde eine neue liberale Verfassung promulgiert. Ein königliches Dekret wurde am 6. September des gleichen Jahres veröffentlicht, welches die Abhaltung der ersten Wahlen unter der neuen Verfassung anordnete. Der Anführer der Nationalisten Saad Zaghlul Pascha, der erst nach Aden, dann auf die Seychellen und schließlich nach Gibraltar exiliert worden war, kehrte am 17. September nach Ägypten zurück um eine politische Wahlkampagne zu veranstalten. Zaghlul und seine Anhänger übten Kritik an der neuen verfassungsmäßigen Ordnung im Land. Zaghlul selbst kritisierte vor allem die Wahlgesetze, die er mit Demokratie für unvereinbar betrachtete, da sie die Erlaubnis zur Aufstellung eines Kandidaten vom Einkommen abhängig machte. Das Exekutivkomitee von Zaghluls Wafd-Partei spielte eine entscheidende Rolle in der Wahlkampagne.

## Ergebnisse
Die Wahl wurde am 12. Januar 1924 abgehalten. Zaghluls Wafd-Partei, die für alle Sitze in der Deputiertenkammer antrat, errang einen landesweiten Sieg und gewann 195 der 214 Sitze. Allerdings hatte sie weniger Erfolg im Senat, da es schwieriger war, qualifizierte Kandidaten zu finden, die für die Wahlkreise antraten. Sie gewann da 66 Senatssitze. Die  Wählerschaft der Wafd-Partei schloss die Mittelschicht und kleine Landbesitzer, urbane Intellektuelle, Händler und Industrielle, Ladenbesitzer, Arbeiter und Bauern ein.
Mitglieder der koptisch-christlichen Minderheit erhielten 10 % der Sitze, obwohl zu dem Zeitpunkt 25 % der ägyptischen Gesamtbevölkerung christlich war. Bei der Volkszählung von 1917 machten die Christen in Ägypten ein Viertel der Gesamtbevölkerung aus. Die soziale Herkunft der Kopten, die gewählt wurden, war allerdings denen der Muslime sehr ähnlich: Kopten gehörten zumeist der ärmsten Bevölkerungsschicht an, aber ins Parlament gewählt wurden zumeist wohlhabendere Landbesitzer, mittelständische Intellektuelle, Juristen und Ärzte. Zwei Drittel der Distrikte, die Kopten wählten, befanden sich in Oberägypten, ein Drittel in Unterägypten. Die Wafd-Partei war die einzige Partei, die es geschafft hatte, koptische Kandidaten aus der Nildelta-Region Unterägyptens, wo Kopten nicht sehr zahlreich waren, in Parlament einziehen zu lassen. Sie fühlte sich durch die Ergebnisse bestätigt und sahen darin ein klares Zeichen der Stärke der Partei, den Willen zum Säkularismus und zur nationalen Einheit.